# Paul Raymond Wyssling
Paul Raymond Wyssling, né le 5 janvier 1912 et mort en 1970, est un arbitre suisse de football.

## Carrière
Il a officié dans des compétitions majeures : 
- Coupe du monde de football de 1954 (2 matchs)
- Coupe du monde de football de 1958 (2 matchs)
- Coupe de Suisse de football 1959-1960 (finale)